# Z13 Erich Koellner
Z13 «Еріх Келлнер» (нім. Z13 Erich Koellner) — військовий корабель, ескадрений міноносець типу 1934A Кріґсмаріне за часів Другої світової війни.
Есмінець Z13 «Еріх Келлнер» був закладений 12 жовтня 1935 року на верфі Germaniawerft у Кілі, 18 березня 1937 року спущений на воду, а 28 серпня 1939 року введений до складу військово-морських сил Третього Рейху.
Z13 «Еріх Келлнер» отримав свою назву на честь капітан-лейтенанта Еріха Келлнера (нім. Erich Koellner), командира 8-ї флотилії тральщиків, який загинув 20 квітня 1918 року на тральщику SMS M-64, що підірвався на міні у Терсхеллінга при спробі порятунку команди.

## Будова корабля

### Дизайн та конструкція
Корпус Z13 «Еріх Келлнер» мав загальну довжину між перпендикулярами — 119 м, бімс — 11,31 м та осадку до 4,23 м. Водотоннажність бойового корабля становила: стандартна — 2 171 та повна — 3 110 довгих тонн відповідно. По бортах і днищу з носа до корми йшли безперервні стрингери, з'єднані зі шпангоутами. Майже 2/5 займав півбак. Висота борту над водою по форштевню доходила до 5 метрів. Форштевень був практично вертикальним і тільки нагорі трохи закруглявся. Корма у есмінця була транцевою, закругленою з дуже характерним для німецьких міноносців тунельним підводним пристроєм. Товщина сталевих листів для обшивки корпусу корабля була від 6 до 11 мм, а палубна — до 13 мм. Для скріплення сталевих листів використовувалося зварювання, завдяки цьому Z13 «Еріх Келлнер» був суцільнозварним.
Головна енергетична установка становила два триколекторні парових турбіни Wagner з горизонтальними пароперегрівниками й підігрівачами повітря, кожний приводив у дію один ґвинт. На есмінці встановлювалися шість котлів Benson у трьох котельних відділеннях — кормовому, носовому і середньому, які розташовувалися по бортах без поздовжньої перебірки. У носовому котельному відділенні були розміщені котли «малого» типу, які були меншого розміру і паропродуктивності. Робочий тиск пару — 70 атм., температура — 175 °С, і забезпечувала ефективність при повному навантаженні 78 %.
Проєктна потужність становила 69 000 к.с., що мало забезпечити максимальну швидкість ходу (при повному навантаженні) в 36,4 вузлів (68 км/год). Запас палива зберігався в паливних танках, ємністю 752 тонни мазуту, що забезпечувало дальність плавання 4 400 миль (8 100 км) 19-вузловим ходом (35 км/год). Ефективна дальність дії есмінця Z13 «Еріх Келлнер» становила лише 1 530 миль (2 380 км) на цій швидкості.
Екіпаж корабля становив 10 офіцерів та 315 матросів.

### Озброєння
Корабельна артилерія головного калібру (ГК) есмінця Z13 «Еріх Келлнер»: п'ять 127-мм корабельних гармат SKC/34 компанії Rheinmetall-Borsig з довжиною ствола 45 калібрів у поодиноких штирових установках LC/34. Загальна маса установки становила 10 220 кг, з яких 1870 кг припадало на бронещит завтовшки 8 мм. Гарматні установки розташовувалися на кораблі лінійно. Дві перших гармати розміщувалися лінійно в носовій частині на узвишші. Третя — перед кормовою надбудовою. Дві останніх у кормовій частині есмінця також розміщувалися лінійно на узвишші. Кут обстрілу для гармат, що стояли по краях, становив 240 °, а для гармати № 3 — від 30 ° до 150 ° на кожен борт. Максимальний кут піднесення +30°, зниження на −10°. Маса снаряда 28 кг, початкова швидкість — 830 м/с, на дальність — до 17 400 м. Гармати мали швидкострільність 15-18 пострілів на хвилину. Боєзапас становив 120 пострілів на ствол (фактично вистачало на 7-10 хвилин бою).
Основу зенітного озброєння становили дві спарені 37-мм напівавтоматичні зенітні гармати SKC/30 з довжиною ствола 80 калібрів. Гармати в установках Dopp. LC/30 (Doppellafette С/30), стабілізовані в трьох площинах, розміщувалися на майданчиках біля другої димової труби. Теоретична швидкострільність досягала 80 пострілів на хвилину, але в реальних бойових умовах ледве досягала 30-40 пострілів на хвилину, а іноді ще й менше. Вертикальне наведення: -9 — +85°. Дальність стрільби — 8,5 км, досяжність повітряної цілі по висоті — 6 800 м.
Також на борту Z13 «Еріх Келлнер» розміщувалися шість 20-мм автоматична зенітна гармата FlaK 30 C/30 з довжиною ствола 65 калібрів. Гармати розташовувалися парами на півбак з боків гармати головного калібру № 2, з боків шлюпочних кранів і на кормовій надбудові між гарматами № 3 і № 4. Скорострільність — 120 пострілів на хвилину. Однак магазин був всього на 20 пострілів, що вимагало його частої заміни. Живучість ствола досягала 20 тисяч пострілів.
Мінно-торпедне озброєння корабля складалося з двох чотиритрубних 533-мм торпедних апаратів. Для стрільби використовувалися тільки парогазові торпеди типу G7a із зарядом бойової частини — 340 кг ТГА. Дальність ходу торпеди на швидкості 44 вузли становила 6 000 м, на 40 вузлах — 8 000 м, на 30 вузлах — 14 000 м. Для постановки мін Z13 «Еріх Келлнер» мав стаціонарні мінні шляхи, виконані зі сталі швелерного профілю і приварені до палубі електрозварюванням. Штатний боєкомплект становив 60 якірних мін (контактних EMC, магнітних EMF і RMB, протичовнових UMA і UMB) або 80-100 мінних захисників (RB і EMR).
Протичовнове озброєння есмінця складалося з двох типів глибинних бомб WBF і WBG. Боєзапас бомб становив 18 штук, з яких 6 зберігалися на кормових схилах, а решта — в льоху. Пізніше число бомб збільшили до 30-36, а у кормової надбудови стали монтувати по чотири бомбомети.
Для протимінного захисту корабель мав два комплекти параванів-захисників (OGG — нім. Ouer Geleit Gerate). Вони встановлювалися на спеціальний шпірон, що висувався через отвір у форштевні нижче ватерлінії. Ширина протраленої смуги становила 20-25 см.
Корабельна система керування артилерійським вогнем на есмінці включала два артилерійські пости, що розташовувалися на верхньому містку і середньої надбудові. У кожному з них були встановлені 4-метровий стереоскопічний далекомір і стабілізований у двох площинах візир. Система управління зенітним вогнем фактично була відсутня.
Управління торпедною стрільбою здійснювалося з торпедного поста, який знаходився поруч з артилерійським. На крилах містка були встановлені торпедні приціли типу TZA-2 зі стабілізованою оптикою.
Як гідроакустичний засіб на Z13 «Еріх Келлнер» встановлювалася шумопеленгаторна станція GHG (нім. Gruppenhorchgerdt). За розрахунковими даними виявлення шуму торпед мало відбуватися на дистанції у 2000 метрів, а підводного човна — на дистанції 500—700 метрів.

## Історія служби
З початком Другої світової війни Z13 «Еріх Келлнер» разом з однотипними кораблями здійснювали постановку мінних полів у Німецькій бухті. У жовтні він патрулював Скагеррак з інспекційними перевірками нейтральних перевезень на наявність контрабанди. Згодом діяв у складі груп есмінців, що займалися постановкою мін біля британського узбережжя.
22 лютого Z13 «Еріх Келлнер» та есмінці Z3 «Макс Шультц», Z-1 «Леберехт Маасс», Z4 «Ріхард Бітцен», Z6 «Теодор Рідель» і Z16 «Фрідріх Еккольдт» вирушили до Доггер-банки для перехоплення британських риболовецьких суден в операції «Вікінгер». По дорозі флотилія була помилково атакована німецьким бомбардувальником He 111 26-ї бомбардувальної ескадри. Z1 «Леберехт Маасс» був уражений принаймні однією бомбою, втратив рульове управління і переламався навпіл. Корабель потонув, загинуло 280 членів екіпажу. Під час рятувальних зусиль інший есмінець, Z3 «Макс Шультц», наразився на міну і також затонув, загинув увесь екіпаж у 308 осіб. Гітлер наказав провести розслідування причин катастрофи, комісія дійшла висновку, що обидва кораблі були затоплені бомбами He 111. Командування Крігсмаріне не попередило свої есмінці про те, що Люфтваффе в той час проводить протикорабельне патрулювання, а також не повідомив Люфтваффе про те, що його есмінці перебуватимуть у морі в цьому районі. Післявоєнні дослідження довели, що один або обидва німецькі есмінці підірвалися на британських мінах, встановлених есмінцями «Айвенго» та «Інтрепід».

### Норвезька кампанія
2 квітня 1940 року Гітлер віддав розпорядження про початок операції «Везербюнг» («Вчення на Везері») з окупації Данії та Норвегії. Висадку було призначено на 9 квітня. Для цього було сформовано 11 корабельних груп. Група 1, призначена для захоплення Нарвіка, складалася з 10 ескадрених міноносців під командуванням адмірала флотилії Бонте. 4-та флотилія (капітан-цур-зее Бей) налічувала чотири есмінці: Z9 «Вольфганг Зенкер», Z11 «Бернд фон Арнім», Z12 «Еріх Гізе» і Z13 «Еріх Келлнер».
Вранці 9 квітня на вході до Уфут-фіорду німецькі есмінці затримали три норвезьких сторожових кораблі (HNoMS Michael Sars, HNoMS Kelt та HNoMS Senja). Z18 «Ганс Людеман» та Z22 «Антон Шмітт» висадили на берег загін гірських єгерів із завданням нейтралізувати норвезькі берегові батареї. Z9 «Вольфганг Зенкер», Z13 «Еріх Келлнер» та Z19 «Герман Кунне» висадили десант у Хер'янґс-фіорд, пізніше туди ж прибув Z12 «Еріх Гізе», який відстав від групи через заливання машин.
Отримавши тривожне звістку про висадку німців у Норвегії, британське адміралтейство направило до Уфут-фіорду 2-гу флотилію есмінців («Гарді», «Хотспар», «Хавок», «Хантер», «Хостайл»), що раніше входила до ескорту лінійного крейсера «Рінаун». Німці не очікували появи сил противника, і в результаті раптової атаки британських кораблів чотири з п'яти німецьких есмінців, що знаходилися в Нарвіку, були потоплені або серйозно пошкоджені, тоді як кораблі капітана Ворбертона-Лі залишалися практично неушкодженими.
Після годинного бою британський командир віддав наказ про відхід, вважаючи, що всі німецькі кораблі виведені з ладу, а своє завдання виконаним.
Тим часом п'ять есмінців німецької флотилії, які залишилися в Баланген і Хер'янґс-фіордах, були повідомлені по радіо про британську атаку порту Нарвіка. Вони не змогли оперативно прийти на допомогу кораблям, атакованим у порту, проте через годину, коли британці вже відходили на захід, їм на перехоплення майже одночасно вийшли есмінці Z9 «Вольфганг Зенкер», «Z12 «Еріх Гізе» та «Еріх Келлнер» з півночі та Z11 «Бернд фон Арнім» та «Тіле» з півдня.
О 6:50 п'ять британських і три німецькі есмінці північної групи обмінялися кількома артилерійськими залпами, але не досягли влучень через велику дистанцію і погану видимість. У цей момент поблизу німецьких кораблів пройшли торпеди, пущені з гавані Нарвіка з есмінця Z18 «Ганс Людеман» услід британським кораблям. Щоб уникнути торпед, Z9 «Вольфганг Зенкер», Z12 «Еріх Гізе» та «Келлнер» змушені були відвернути убік і вийти з бою. Саме в цей час флотилія Ворбертона-Лі виявила поблизу лівого борту південну групу німців — есмінці «Тіле» та Z11 «Бернд фон Арнім». У бою проти п'яти британських два німецькі есмінці не мали жодних шансів, проте Ворбертон-Лі помилково прийняв супротивника за свої кораблі.
У результаті запеклого бою британці втратили два есмінці, один есмінець був важко пошкоджений; у німців також було потоплено два есмінці, але серйозних пошкоджень зазнали три кораблі. Противники мали порівняні людські втрати, у бою загинули обидва командувачі флотилій.
Незадовго до півночі 12 квітня Z13 «Еріх Келлнер» вибув зі строю, після того, як налетів на каміння у Балланген-фіорді. Затоплення двох котелень майже позбавило корабель ходу.
Ввечері 12 квітня 9 британських торпедоносців «Сордфіш» 816-й і 818-й ескадрилій з авіаносця «Фьюріос» атакували німецькі кораблі. «Еріх Келлнер» отримав пряме влучення бомби, при цьому загинула одна людини, ще п'ять дістали поранень. Також були затоплені три захоплених норвезьких сторожових кораблі, були жертви серед особового складу на березі. З настанням ранку пошкоджений «Еріх Келлнер» вийшов з Нарвіка, щоб вчасно зайняти свою позицію у Торстадта. Його супроводжував Z19 «Герман Кунне».
Британська ескадра під командуванням віцеадмірала Вайтворта, що складалася з лінкору «Воспайт» і дев'яти есмінців («Бедуїн», «Козак», «Панджабі», «Ескімо», «Кімберлі», «Хіроу», «Ікарус», «Форестер» і «Фоксхаунд») незабаром після полудня 13 квітня увійшла в Уфут-фіорд. Піднятий з авіаносця гідролітак «Сордфіш» потопив у Хер'янґс-фіорді підводний човен U-64.
Близько 13:00 Z13 «Еріх Келлнер», який не встиг дійти до Торстадта, раптовим торпедним залпом і артилерійським вогнем вступив у бій з британськими кораблями, після чого змінив курс і пішов на південь, сподіваючись сховатися у Дьюпвіка.
Есмінці «Бедуїн», «Панджабі» і «Ескімо», що підійшли через деякий час, отримали попередження з літака, тому встигли розгорнути свої гармати і торпедні апарати. Положення «Еріх Келлнер» стало безнадійним, але він чинив досить завзятий опір переважаючому противнику. О 14:09 практично одночасно обидві сторони відкрили вогонь з дистанції 18 кабельтових. Протягом наступних десяти хвилин «Еріх Келлнер» отримав безліч снарядних влучень, що спричинили сильні руйнування та пожежу. За наказом командира есмінця фрегаттен-капітана А.Шульце-Гінрігса екіпаж залишив приречений корабель. Але обслуга однієї 127-мм палубної гармати продовжувала вести бій. Тоді лінкор «Воспайт» відкрив вогонь зі своїх гармат головного калібру. 381-мм бронебійні снаряди прошивали тонкі борти німецького есмінця навиліт, руйнуючи все на своєму шляху, але не встигаючи розірватися. Після шостого залпу британського лінкора бій закінчився. Z13 «Еріх Келлнер» затонув від зазнаних уражень. Втрати команди есмінця склали 31 убитий та 39 поранених. Німецькі моряки з Альфредом Шульце-Гінріхсом, що опинилися на березі, на чолі потрапили в полон до норвежців і були звільнені тільки в червні.